# August Flockemann
August Friedrich Christoph Flockemann (* 6. April 1849 in Hiddestorf bei Hannover; † 17. Juli 1915 in Oberlößnitz) war ein deutscher Bildhauer.

## Leben und Werk
Als Sohn eines Handwerksmeisters erlernte Flockemann zunächst den Beruf eines Tischlers. Im Jahre 1867 belegte er ein Studium an der Kunstakademie Dresden und wurde 1867 Schüler des Bildhauers Hermann Narten in Hannover. Als Holzbildhauer wirkte er bei den Restaurierungen im Dom zu Güstrow mit.
Im Jahre 1870 ging er nach Berlin, wo er sich mit einem Stipendium bei Friedrich Eggers bis 1872 weiterbilden konnte. Ab 1874 arbeitete Flockemann selbstständig und entwarf Brunnen und Figurenensemble für öffentliche Orte in Dresden, Berlin und Hannover. Von Flockemann stammen auch mehrere Skulpturen im Schloss Glienig in der Gemeinde Steinreich (Landkreis Dahme-Spreewald). Allgemeiner bekannt wurden seine Bildnisse, die er nach der Natur modellierte, und Statuetten, unter anderem von Kaiser Wilhelm I. (1880). Auch im Rahmen des Kunstgewerbes und der Kleinkunst war Flockemann tätig.
Er beteiligt sich an den Akademie-Kunstausstellungen 1880, der Deutschen Kunstausstellung von 1899 und der Großen Kunstausstellung 1904 jeweils in Dresden.
Flockemann bewohnte 1915 in Dresden eine Wohnung des ihm gehörenden Mietshauses in der damaligen Grunaer Straße 49 (Eckhaus Ecke Blochmannstraße, ehemals gegenüber dem Ehrlichschen Gestift, heute zerstört und neu bebaut mit der Blochmannstraße 1). Zugleich gehörte ihm bzw. seiner Ehefrau Margarete als Sommersitz in der Oberlößnitz das Meinholdsche Weingutsanwesen, wo er auch verstarb.